# طواف مونستر 2023
طواف مونستر 2023 هو سباق دراجات هوائية، وهو الموسم السابع عشر من طواف مونستر، وأقيم في 3 أكتوبر 2023 ضمن سباقات سلسلة سباقات الاتحاد الدولي للدراجات للمحترفين 2023.
فاز بالمركز الأول بير ستراند هاجينز، وفاز بالمركز الثاني Kaden Groves ‏، وفاز بالمركز الثالث مادس بيدرسن.

## الفرق
| فرق عالمية (8)- Alpecin-Deceuninck - Bora-Hansgrohe - Intermarché-Circus-Wanty - Jumbo-Visma - Lidl-Trek - Soudal Quick-Step - Team DSM-Firmenich - Team Jayco AlUla فرق برو (7)- Lotto Dstny - Q36.5 Pro Cycling Team ‏ - Team Solution Tech–Vini Fantini ‏ - سبورت فلاندرين بالويس ‏ - تيم نوفو نورديسك ‏ - سويس ريسينغ أكادمي 2023 ‏ - أونو اكس برو سايكلنج تيم 2023 ‏ فرق قارية (6)- مالوجا بوشبيكرز 2023 ‏ - بي آند إس بينوتي 2023 ‏ - Rad-Net Oßwald ‏ - سانتيك ويباتيك 2023 ‏ - Sauerland NRW-SKS Germany ‏ - Team Lotto–Kern Haus ‏ فريق وطني- فريق ألمانيا لركوب الدراجات للرجال‏ |  |
| |  |

## المشاركون
| Jumbo-Visma TJV | Jumbo-Visma TJV   | Jumbo-Visma TJV |
| --------------- | ----------------- | --------------- |
| م               | عداء              | مرتبة           |
| 1               | Olav Kooij ‏       | 50              |
| 2               | Edoardo Affini ‏   | 8               |
| 3               | كريستوف لابورت    | 5               |
| 4               | Jesse Kramer ‏     | 29              |
| 5               | بير ستراند هاجينز | 1               |
| 6               | Tim van Dijke ‏    | 31              |
| 7               | جوس فان امدن      | 41              |

| Bora-Hansgrohe BOH | Bora-Hansgrohe BOH | Bora-Hansgrohe BOH |
| ------------------ | ------------------ | ------------------ |
| م                  | عداء               | مرتبة              |
| 11                 | Jordi Meeus ‏       | 20                 |
| 12                 | باتريك غامبر       | 53                 |
| 13                 | يوناس كوخ          | 10                 |
| 14                 | Luis-Joe Lührs ‏    | 35                 |
| 15                 | ريان مولين         | 49                 |
| 16                 | Nils Politt ‏       | 52                 |
| 17                 | داني فان بوبيل     | 6                  |

| Alpecin-Deceuninck ADC | Alpecin-Deceuninck ADC           | Alpecin-Deceuninck ADC |
| ---------------------- | -------------------------------- | ---------------------- |
| م                      | عداء                             | مرتبة                  |
| 21                     | جاسبر فيليبسين                   | 39                     |
| 22                     | إدوارد بلانكايرتإدوارد بلانكايرت | 9                      |
| 23                     | Ayco Bastiaens ‏                  | لم يكمل السباق         |
| 24                     | Kaden Groves ‏                    | 2                      |
| 25                     | Simon Dehairs ‏                   | لم يكمل السباق         |
| 26                     | Oscar Riesebeek ‏                 | 38                     |
| 27                     | رامون سينكلدام                   | لم يكمل السباق         |

| Intermarché-Circus-Wanty ICW | Intermarché-Circus-Wanty ICW | Intermarché-Circus-Wanty ICW |
| ---------------------------- | ---------------------------- | ---------------------------- |
| م                            | عداء                         | مرتبة                        |
| 31                           | Gerben Thijssen ‏             | 11                           |
| 32                           | Tim Rex‏                      | لم يكمل السباق               |
| 33                           | Julius Johansen ‏             | 22                           |
| 34                           | Tom Paquot ‏                  | لم يكمل السباق               |
| 35                           | بابتيست بلانكايرت            | لم يكمل السباق               |
| 36                           | Boy van Poppel ‏              | لم يكمل السباق               |

| Lidl-Trek LTK | Lidl-Trek LTK        | Lidl-Trek LTK  |
| ------------- | -------------------- | -------------- |
| م             | عداء                 | مرتبة          |
| 41            | مادس بيدرسن          | 3              |
| 42            | جون ابرستوري         | لم يكمل السباق |
| 43            | Nils Aebersold ‏      | لم يكمل السباق |
| 45            | اليكس كيرش (طريق)    | 18             |
| 46            | Martin Pedersen ‏     | لم يكمل السباق |
| 47            | Tim Torn Teutenberg ‏ | 13             |

| Soudal Quick-Step SOQ | Soudal Quick-Step SOQ | Soudal Quick-Step SOQ |
| --------------------- | --------------------- | --------------------- |
| م                     | عداء                  | مرتبة                 |
| 51                    | تيم ميرلير            | لم يكمل السباق        |
| 52                    | جوزيف سيرني           | لم يكمل السباق        |
| 53                    | Lars Craps ‏           | لم يكمل السباق        |
| 54                    | Jannik Steimle ‏       | لم يكمل السباق        |
| 55                    | ريمي كافانيا          | لم يكمل السباق        |
| 56                    | Bert Van Lerberghe ‏   | لم يكمل السباق        |
| 57                    | Stan Van Tricht ‏      | لم يكمل السباق        |

| Team DSM-Firmenich DSM | Team DSM-Firmenich DSM | Team DSM-Firmenich DSM |
| ---------------------- | ---------------------- | ---------------------- |
| م                      | عداء                   | مرتبة                  |
| 61                     | جون ديجينكولب          | 27                     |
| 62                     | Pavel Bittner ‏         | 47                     |
| 63                     | الكسندر ادموندسون      | 37                     |
| 64                     | Nils Eekhoff ‏          | 4                      |
| 65                     | Alberto Dainese ‏       | 17                     |
| 66                     | Niklas Märkl ‏          | 43                     |
| 67                     | Casper van Uden ‏       | 36                     |

| Team Jayco AlUla JAY | Team Jayco AlUla JAY       | Team Jayco AlUla JAY |
| -------------------- | -------------------------- | -------------------- |
| م                    | عداء                       | مرتبة                |
| 71                   | كامبل ستيوارت              | لم يكمل السباق       |
| 72                   | Luke Durbridge ‏            | 48                   |
| 73                   | Hamish McKenzie (cyclist) ‏ | لم يكمل السباق       |
| 74                   | لوكا ميزجيك                | 16                   |
| 75                   | زدينيك ستيبار              | لم يكمل السباق       |
| 76                   | Blake Quick ‏               | لم يكمل السباق       |
| 77                   | Elmar Reinders ‏            | 42                   |

| Team Solution Tech–Vini Fantini ‏ COR | Team Solution Tech–Vini Fantini ‏ COR | Team Solution Tech–Vini Fantini ‏ COR |
| ------------------------------------ | ------------------------------------ | ------------------------------------ |
| م                                    | عداء                                 | مرتبة                                |
| 91                                   | Antonio Barać ‏                       | لم يكمل السباق                       |
| 92                                   | Stefano Gandin ‏                      | لم يكمل السباق                       |
| 93                                   | Simone Olivero ‏                      | لم يكمل السباق                       |
| 94                                   | Jan Stöckli ‏                         | لم يكمل السباق                       |
| 95                                   | Kyrylo Tsarenko ‏                     | 32                                   |
| 96                                   | Etienne van Empel ‏                   | 23                                   |

| Lotto Dstny LTD | Lotto Dstny LTD            | Lotto Dstny LTD |
| --------------- | -------------------------- | --------------- |
| م               | عداء                       | مرتبة           |
| 101             | كاليب إيوان                | لم يكمل السباق  |
| 102             | Jarrad Drizners ‏           | لم يكمل السباق  |
| 103             | Joshua Giddings (cyclist) ‏ | لم يكمل السباق  |
| 104             | ميكل شوارزمان              | 55              |
| 105             | روديجر سليج                | لم يكمل السباق  |
| 106             | Milan Menten ‏              | 19              |
| 107             | Liam Slock ‏                | 54              |

| Q36.5 Pro Cycling Team ‏ Q36 | Q36.5 Pro Cycling Team ‏ Q36 | Q36.5 Pro Cycling Team ‏ Q36 |
| --------------------------- | --------------------------- | --------------------------- |
| م                           | عداء                        | مرتبة                       |
| 111                         | ماتيو موشيتي                | لم يكمل السباق              |
| 112                         | جاك باور                    | لم يكمل السباق              |
| 113                         | توبياس لودفيجسون            | لم يكمل السباق              |
| 114                         | Cyrus Monk ‏                 | 25                          |
| 115                         | Manuel Oioli ‏               | لم يكمل السباق              |
| 116                         | Tom Devriendt ‏              | لم يكمل السباق              |
| 117                         | Joey Rosskopf ‏              | لم يكمل السباق              |

| سبورت فلاندرين بالويس ‏ TFB | سبورت فلاندرين بالويس ‏ TFB | سبورت فلاندرين بالويس ‏ TFB |
| -------------------------- | -------------------------- | -------------------------- |
| م                          | عداء                       | مرتبة                      |
| 121                        | Aaron Van Poucke ‏          | لم يكمل السباق             |
| 122                        | أليكس كولمان ‏              | لم يكمل السباق             |
| 123                        | Lindsay De Vylder ‏         | 46                         |
| 124                        | Tuur Dens ‏                 | لم يكمل السباق             |
| 125                        | Vince Gerits ‏              | لم يكمل السباق             |
| 126                        | Jules Hesters ‏             | لم يكمل السباق             |
| 127                        | Noah Vandenbranden ‏        | لم يكمل السباق             |

| تيم نوفو نورديسك ‏ TNN | تيم نوفو نورديسك ‏ TNN              | تيم نوفو نورديسك ‏ TNN |
| --------------------- | ---------------------------------- | --------------------- |
| م                     | عداء                               | مرتبة                 |
| 131                   | Lucas Dauge ‏                       | لم يكمل السباق        |
| 132                   | Jan Dunnewind ‏                     | لم يكمل السباق        |
| 133                   | Joonas Henttala ‏                   | لم يكمل السباق        |
| 134                   | Matyáš Kopecký ‏                    | 15                    |
| 135                   | Andrea Peron (cyclist, born 1988) ‏ | لم يكمل السباق        |
| 136                   | Umberto Poli (cyclist) ‏            | لم يكمل السباق        |
| 137                   | Filippo Ridolfo ‏                   | 34                    |

| سويس ريسينغ أكادمي ‏ TUD | سويس ريسينغ أكادمي ‏ TUD | سويس ريسينغ أكادمي ‏ TUD |
| ----------------------- | ----------------------- | ----------------------- |
| م                       | عداء                    | مرتبة                   |
| 141                     | Miká Heming ‏            | 44                      |
| 142                     | Arthur Kluckers ‏        | لم يكمل السباق          |
| 143                     | Aivaras Mikutis ‏        | لم يكمل السباق          |
| 144                     | ريك بلومرز ‏             | 14                      |
| 145                     | Arnaud Tendon ‏          | 51                      |
| 147                     | Nils Brun ‏              | 40                      |

| أونو-إكس موبيليتي ‏ UXT | أونو-إكس موبيليتي ‏ UXT | أونو-إكس موبيليتي ‏ UXT |
| ---------------------- | ---------------------- | ---------------------- |
| م                      | عداء                   | مرتبة                  |
| 151                    | ألكسندر كريستوف        | 12                     |
| 152                    | Tord Gudmestad ‏        | لم يكمل السباق         |
| 153                    | Louis Bendixen ‏        | لم يكمل السباق         |
| 154                    | Erlend Blikra ‏         | لم يكمل السباق         |
| 155                    | ماركوس هانسن           | لم يكمل السباق         |
| 156                    | نيكلاس لارسن           | لم يكمل السباق         |
| 157                    | Søren Wærenskjold ‏     | 7                      |

| مالوجا بوشبيكرز ‏ PBS | مالوجا بوشبيكرز ‏ PBS | مالوجا بوشبيكرز ‏ PBS |
| -------------------- | -------------------- | -------------------- |
| م                    | عداء                 | مرتبة                |
| 161                  | Roy Eefting ‏         | لم يكمل السباق       |
| 162                  | فيليبو فورتين        | لم يكمل السباق       |
| 163                  | Paul Rudys ‏          | لم يكمل السباق       |
| 164                  | Wolfgang Brandl ‏     | لم يكمل السباق       |
| 165                  | Patrick Reißig ‏      | لم يكمل السباق       |
| 166                  | Fabian Steininger ‏   | لم يكمل السباق       |
| 167                  | Philip Weber ‏        | لم يكمل السباق       |

| بي آند إس بينوتي ‏ PUS | بي آند إس بينوتي ‏ PUS | بي آند إس بينوتي ‏ PUS |
| --------------------- | --------------------- | --------------------- |
| م                     | عداء                  | مرتبة                 |
| 171                   | Max-David Briese ‏     | لم يكمل السباق        |
| 172                   | Albert Gathemann ‏     | لم يكمل السباق        |
| 173                   | Jarno Grixa‏           | لم يكمل السباق        |
| 174                   | Tobias Nolde ‏         | لم يكمل السباق        |
| 175                   | Jannis Peter ‏         | لم يكمل السباق        |
| 176                   | Dominik Röber ‏        | لم يكمل السباق        |
| 177                   | Luke Wilk‏             | لم يكمل السباق        |

| Rad-Net Oßwald ‏ RNO | Rad-Net Oßwald ‏ RNO  | Rad-Net Oßwald ‏ RNO |
| ------------------- | -------------------- | ------------------- |
| م                   | عداء                 | مرتبة               |
| 181                 | Tobias Buck-Gramcko ‏ | لم يكمل السباق      |
| 182                 | Moritz Czasa‏         | لم يكمل السباق      |
| 183                 | Vincent John ‏        | لم يكمل السباق      |
| 184                 | Moritz Kretschy ‏     | 57                  |
| 185                 | Tobias Müller ‏       | لم يكمل السباق      |
| 186                 | Jan Rinklef ‏         | لم يكمل السباق      |
| 187                 | Jasper Schröder ‏     | لم يكمل السباق      |

| ويباتيك مركس 7 آر ‏ SWT | ويباتيك مركس 7 آر ‏ SWT | ويباتيك مركس 7 آر ‏ SWT |
| ---------------------- | ---------------------- | ---------------------- |
| م                      | عداء                   | مرتبة                  |
| 191                    | Laurin Gabelica‏        | لم يكمل السباق         |
| 192                    | Jonas Messerschmidt‏    | لم يكمل السباق         |
| 193                    | Piotr Pękala ‏          | 26                     |
| 194                    | Bartłomiej Proć ‏       | لم يكمل السباق         |
| 195                    | Nils Puschmann‏         | لم يكمل السباق         |
| 196                    | ليون رود               | لم يكمل السباق         |
| 197                    | Szymon Tracz ‏          | 28                     |

| Sauerland NRW-SKS Germany ‏ SVL | Sauerland NRW-SKS Germany ‏ SVL | Sauerland NRW-SKS Germany ‏ SVL |
| ------------------------------ | ------------------------------ | ------------------------------ |
| م                              | عداء                           | مرتبة                          |
| 201                            | Henri-Johannes Appelbaum‏       | لم يكمل السباق                 |
| 202                            | Dominik Bauer ‏                 | لم يكمل السباق                 |
| 203                            | Julian Borresch ‏               | 45                             |
| 204                            | Jonathan Rottmann ‏             | لم يكمل السباق                 |
| 205                            | Jan-Marc Temmen ‏               | لم يكمل السباق                 |
| 206                            | Lennart Voege‏                  | لم يكمل السباق                 |
| 207                            | Yago Aguirre‏                   | لم يكمل السباق                 |

| Team Lotto–Kern Haus ‏ LKH | Team Lotto–Kern Haus ‏ LKH | Team Lotto–Kern Haus ‏ LKH |
| ------------------------- | ------------------------- | ------------------------- |
| م                         | عداء                      | مرتبة                     |
| 211                       | Jakob Geßner ‏             | 56                        |
| 212                       | Ben Jochum ‏               | لم يكمل السباق            |
| 213                       | Joshua Huppertz ‏          | 33                        |
| 214                       | Leslie Lührs ‏             | لم يكمل السباق            |
| 215                       | Mathieu Kockelmann ‏       | لم يكمل السباق            |
| 216                       | Daniel Schrag ‏            | لم يكمل السباق            |
| 217                       | Pierre-Pascal Keup ‏       | 24                        |

| فريق ألمانيا لركوب الدراجات للرجال‏ GER | فريق ألمانيا لركوب الدراجات للرجال‏ GER | فريق ألمانيا لركوب الدراجات للرجال‏ GER |
| -------------------------------------- | -------------------------------------- | -------------------------------------- |
| م                                      | عداء                                   | مرتبة                                  |
| 221                                    | ماكس والشيد                            | 21                                     |
| 222                                    | ريك تسابل                              | 30                                     |
| 223                                    | ميغيل هايدمان ‏                         | لم يكمل السباق                         |
| 224                                    | Vinzent Dorn ‏                          | لم يكمل السباق                         |
| 225                                    | Juri Hollmann ‏                         | لم يكمل السباق                         |
| 226                                    | Jon Knolle ‏                            | لم يكمل السباق                         |
| 227                                    | لوكاس ميلر ‏                            | لم يكمل السباق                         |

| Jumbo-Visma TJV | Jumbo-Visma TJV   | Jumbo-Visma TJV |
| --------------- | ----------------- | --------------- |
| م               | عداء              | مرتبة           |
| 1               | Olav Kooij ‏       | 50              |
| 2               | Edoardo Affini ‏   | 8               |
| 3               | كريستوف لابورت    | 5               |
| 4               | Jesse Kramer ‏     | 29              |
| 5               | بير ستراند هاجينز | 1               |
| 6               | Tim van Dijke ‏    | 31              |
| 7               | جوس فان امدن      | 41              |

| Bora-Hansgrohe BOH | Bora-Hansgrohe BOH | Bora-Hansgrohe BOH |
| ------------------ | ------------------ | ------------------ |
| م                  | عداء               | مرتبة              |
| 11                 | Jordi Meeus ‏       | 20                 |
| 12                 | باتريك غامبر       | 53                 |
| 13                 | يوناس كوخ          | 10                 |
| 14                 | Luis-Joe Lührs ‏    | 35                 |
| 15                 | ريان مولين         | 49                 |
| 16                 | Nils Politt ‏       | 52                 |
| 17                 | داني فان بوبيل     | 6                  |

| Alpecin-Deceuninck ADC | Alpecin-Deceuninck ADC           | Alpecin-Deceuninck ADC |
| ---------------------- | -------------------------------- | ---------------------- |
| م                      | عداء                             | مرتبة                  |
| 21                     | جاسبر فيليبسين                   | 39                     |
| 22                     | إدوارد بلانكايرتإدوارد بلانكايرت | 9                      |
| 23                     | Ayco Bastiaens ‏                  | لم يكمل السباق         |
| 24                     | Kaden Groves ‏                    | 2                      |
| 25                     | Simon Dehairs ‏                   | لم يكمل السباق         |
| 26                     | Oscar Riesebeek ‏                 | 38                     |
| 27                     | رامون سينكلدام                   | لم يكمل السباق         |

| Intermarché-Circus-Wanty ICW | Intermarché-Circus-Wanty ICW | Intermarché-Circus-Wanty ICW |
| ---------------------------- | ---------------------------- | ---------------------------- |
| م                            | عداء                         | مرتبة                        |
| 31                           | Gerben Thijssen ‏             | 11                           |
| 32                           | Tim Rex‏                      | لم يكمل السباق               |
| 33                           | Julius Johansen ‏             | 22                           |
| 34                           | Tom Paquot ‏                  | لم يكمل السباق               |
| 35                           | بابتيست بلانكايرت            | لم يكمل السباق               |
| 36                           | Boy van Poppel ‏              | لم يكمل السباق               |

| Lidl-Trek LTK | Lidl-Trek LTK        | Lidl-Trek LTK  |
| ------------- | -------------------- | -------------- |
| م             | عداء                 | مرتبة          |
| 41            | مادس بيدرسن          | 3              |
| 42            | جون ابرستوري         | لم يكمل السباق |
| 43            | Nils Aebersold ‏      | لم يكمل السباق |
| 45            | اليكس كيرش (طريق)    | 18             |
| 46            | Martin Pedersen ‏     | لم يكمل السباق |
| 47            | Tim Torn Teutenberg ‏ | 13             |

| Soudal Quick-Step SOQ | Soudal Quick-Step SOQ | Soudal Quick-Step SOQ |
| --------------------- | --------------------- | --------------------- |
| م                     | عداء                  | مرتبة                 |
| 51                    | تيم ميرلير            | لم يكمل السباق        |
| 52                    | جوزيف سيرني           | لم يكمل السباق        |
| 53                    | Lars Craps ‏           | لم يكمل السباق        |
| 54                    | Jannik Steimle ‏       | لم يكمل السباق        |
| 55                    | ريمي كافانيا          | لم يكمل السباق        |
| 56                    | Bert Van Lerberghe ‏   | لم يكمل السباق        |
| 57                    | Stan Van Tricht ‏      | لم يكمل السباق        |

| Team DSM-Firmenich DSM | Team DSM-Firmenich DSM | Team DSM-Firmenich DSM |
| ---------------------- | ---------------------- | ---------------------- |
| م                      | عداء                   | مرتبة                  |
| 61                     | جون ديجينكولب          | 27                     |
| 62                     | Pavel Bittner ‏         | 47                     |
| 63                     | الكسندر ادموندسون      | 37                     |
| 64                     | Nils Eekhoff ‏          | 4                      |
| 65                     | Alberto Dainese ‏       | 17                     |
| 66                     | Niklas Märkl ‏          | 43                     |
| 67                     | Casper van Uden ‏       | 36                     |

| Team Jayco AlUla JAY | Team Jayco AlUla JAY       | Team Jayco AlUla JAY |
| -------------------- | -------------------------- | -------------------- |
| م                    | عداء                       | مرتبة                |
| 71                   | كامبل ستيوارت              | لم يكمل السباق       |
| 72                   | Luke Durbridge ‏            | 48                   |
| 73                   | Hamish McKenzie (cyclist) ‏ | لم يكمل السباق       |
| 74                   | لوكا ميزجيك                | 16                   |
| 75                   | زدينيك ستيبار              | لم يكمل السباق       |
| 76                   | Blake Quick ‏               | لم يكمل السباق       |
| 77                   | Elmar Reinders ‏            | 42                   |

| Team Solution Tech–Vini Fantini ‏ COR | Team Solution Tech–Vini Fantini ‏ COR | Team Solution Tech–Vini Fantini ‏ COR |
| ------------------------------------ | ------------------------------------ | ------------------------------------ |
| م                                    | عداء                                 | مرتبة                                |
| 91                                   | Antonio Barać ‏                       | لم يكمل السباق                       |
| 92                                   | Stefano Gandin ‏                      | لم يكمل السباق                       |
| 93                                   | Simone Olivero ‏                      | لم يكمل السباق                       |
| 94                                   | Jan Stöckli ‏                         | لم يكمل السباق                       |
| 95                                   | Kyrylo Tsarenko ‏                     | 32                                   |
| 96                                   | Etienne van Empel ‏                   | 23                                   |

| Lotto Dstny LTD | Lotto Dstny LTD            | Lotto Dstny LTD |
| --------------- | -------------------------- | --------------- |
| م               | عداء                       | مرتبة           |
| 101             | كاليب إيوان                | لم يكمل السباق  |
| 102             | Jarrad Drizners ‏           | لم يكمل السباق  |
| 103             | Joshua Giddings (cyclist) ‏ | لم يكمل السباق  |
| 104             | ميكل شوارزمان              | 55              |
| 105             | روديجر سليج                | لم يكمل السباق  |
| 106             | Milan Menten ‏              | 19              |
| 107             | Liam Slock ‏                | 54              |

| Q36.5 Pro Cycling Team ‏ Q36 | Q36.5 Pro Cycling Team ‏ Q36 | Q36.5 Pro Cycling Team ‏ Q36 |
| --------------------------- | --------------------------- | --------------------------- |
| م                           | عداء                        | مرتبة                       |
| 111                         | ماتيو موشيتي                | لم يكمل السباق              |
| 112                         | جاك باور                    | لم يكمل السباق              |
| 113                         | توبياس لودفيجسون            | لم يكمل السباق              |
| 114                         | Cyrus Monk ‏                 | 25                          |
| 115                         | Manuel Oioli ‏               | لم يكمل السباق              |
| 116                         | Tom Devriendt ‏              | لم يكمل السباق              |
| 117                         | Joey Rosskopf ‏              | لم يكمل السباق              |

| سبورت فلاندرين بالويس ‏ TFB | سبورت فلاندرين بالويس ‏ TFB | سبورت فلاندرين بالويس ‏ TFB |
| -------------------------- | -------------------------- | -------------------------- |
| م                          | عداء                       | مرتبة                      |
| 121                        | Aaron Van Poucke ‏          | لم يكمل السباق             |
| 122                        | أليكس كولمان ‏              | لم يكمل السباق             |
| 123                        | Lindsay De Vylder ‏         | 46                         |
| 124                        | Tuur Dens ‏                 | لم يكمل السباق             |
| 125                        | Vince Gerits ‏              | لم يكمل السباق             |
| 126                        | Jules Hesters ‏             | لم يكمل السباق             |
| 127                        | Noah Vandenbranden ‏        | لم يكمل السباق             |

| تيم نوفو نورديسك ‏ TNN | تيم نوفو نورديسك ‏ TNN              | تيم نوفو نورديسك ‏ TNN |
| --------------------- | ---------------------------------- | --------------------- |
| م                     | عداء                               | مرتبة                 |
| 131                   | Lucas Dauge ‏                       | لم يكمل السباق        |
| 132                   | Jan Dunnewind ‏                     | لم يكمل السباق        |
| 133                   | Joonas Henttala ‏                   | لم يكمل السباق        |
| 134                   | Matyáš Kopecký ‏                    | 15                    |
| 135                   | Andrea Peron (cyclist, born 1988) ‏ | لم يكمل السباق        |
| 136                   | Umberto Poli (cyclist) ‏            | لم يكمل السباق        |
| 137                   | Filippo Ridolfo ‏                   | 34                    |

| سويس ريسينغ أكادمي ‏ TUD | سويس ريسينغ أكادمي ‏ TUD | سويس ريسينغ أكادمي ‏ TUD |
| ----------------------- | ----------------------- | ----------------------- |
| م                       | عداء                    | مرتبة                   |
| 141                     | Miká Heming ‏            | 44                      |
| 142                     | Arthur Kluckers ‏        | لم يكمل السباق          |
| 143                     | Aivaras Mikutis ‏        | لم يكمل السباق          |
| 144                     | ريك بلومرز ‏             | 14                      |
| 145                     | Arnaud Tendon ‏          | 51                      |
| 147                     | Nils Brun ‏              | 40                      |

| أونو-إكس موبيليتي ‏ UXT | أونو-إكس موبيليتي ‏ UXT | أونو-إكس موبيليتي ‏ UXT |
| ---------------------- | ---------------------- | ---------------------- |
| م                      | عداء                   | مرتبة                  |
| 151                    | ألكسندر كريستوف        | 12                     |
| 152                    | Tord Gudmestad ‏        | لم يكمل السباق         |
| 153                    | Louis Bendixen ‏        | لم يكمل السباق         |
| 154                    | Erlend Blikra ‏         | لم يكمل السباق         |
| 155                    | ماركوس هانسن           | لم يكمل السباق         |
| 156                    | نيكلاس لارسن           | لم يكمل السباق         |
| 157                    | Søren Wærenskjold ‏     | 7                      |

| مالوجا بوشبيكرز ‏ PBS | مالوجا بوشبيكرز ‏ PBS | مالوجا بوشبيكرز ‏ PBS |
| -------------------- | -------------------- | -------------------- |
| م                    | عداء                 | مرتبة                |
| 161                  | Roy Eefting ‏         | لم يكمل السباق       |
| 162                  | فيليبو فورتين        | لم يكمل السباق       |
| 163                  | Paul Rudys ‏          | لم يكمل السباق       |
| 164                  | Wolfgang Brandl ‏     | لم يكمل السباق       |
| 165                  | Patrick Reißig ‏      | لم يكمل السباق       |
| 166                  | Fabian Steininger ‏   | لم يكمل السباق       |
| 167                  | Philip Weber ‏        | لم يكمل السباق       |

| بي آند إس بينوتي ‏ PUS | بي آند إس بينوتي ‏ PUS | بي آند إس بينوتي ‏ PUS |
| --------------------- | --------------------- | --------------------- |
| م                     | عداء                  | مرتبة                 |
| 171                   | Max-David Briese ‏     | لم يكمل السباق        |
| 172                   | Albert Gathemann ‏     | لم يكمل السباق        |
| 173                   | Jarno Grixa‏           | لم يكمل السباق        |
| 174                   | Tobias Nolde ‏         | لم يكمل السباق        |
| 175                   | Jannis Peter ‏         | لم يكمل السباق        |
| 176                   | Dominik Röber ‏        | لم يكمل السباق        |
| 177                   | Luke Wilk‏             | لم يكمل السباق        |

| Rad-Net Oßwald ‏ RNO | Rad-Net Oßwald ‏ RNO  | Rad-Net Oßwald ‏ RNO |
| ------------------- | -------------------- | ------------------- |
| م                   | عداء                 | مرتبة               |
| 181                 | Tobias Buck-Gramcko ‏ | لم يكمل السباق      |
| 182                 | Moritz Czasa‏         | لم يكمل السباق      |
| 183                 | Vincent John ‏        | لم يكمل السباق      |
| 184                 | Moritz Kretschy ‏     | 57                  |
| 185                 | Tobias Müller ‏       | لم يكمل السباق      |
| 186                 | Jan Rinklef ‏         | لم يكمل السباق      |
| 187                 | Jasper Schröder ‏     | لم يكمل السباق      |

| ويباتيك مركس 7 آر ‏ SWT | ويباتيك مركس 7 آر ‏ SWT | ويباتيك مركس 7 آر ‏ SWT |
| ---------------------- | ---------------------- | ---------------------- |
| م                      | عداء                   | مرتبة                  |
| 191                    | Laurin Gabelica‏        | لم يكمل السباق         |
| 192                    | Jonas Messerschmidt‏    | لم يكمل السباق         |
| 193                    | Piotr Pękala ‏          | 26                     |
| 194                    | Bartłomiej Proć ‏       | لم يكمل السباق         |
| 195                    | Nils Puschmann‏         | لم يكمل السباق         |
| 196                    | ليون رود               | لم يكمل السباق         |
| 197                    | Szymon Tracz ‏          | 28                     |

| Sauerland NRW-SKS Germany ‏ SVL | Sauerland NRW-SKS Germany ‏ SVL | Sauerland NRW-SKS Germany ‏ SVL |
| ------------------------------ | ------------------------------ | ------------------------------ |
| م                              | عداء                           | مرتبة                          |
| 201                            | Henri-Johannes Appelbaum‏       | لم يكمل السباق                 |
| 202                            | Dominik Bauer ‏                 | لم يكمل السباق                 |
| 203                            | Julian Borresch ‏               | 45                             |
| 204                            | Jonathan Rottmann ‏             | لم يكمل السباق                 |
| 205                            | Jan-Marc Temmen ‏               | لم يكمل السباق                 |
| 206                            | Lennart Voege‏                  | لم يكمل السباق                 |
| 207                            | Yago Aguirre‏                   | لم يكمل السباق                 |

| Team Lotto–Kern Haus ‏ LKH | Team Lotto–Kern Haus ‏ LKH | Team Lotto–Kern Haus ‏ LKH |
| ------------------------- | ------------------------- | ------------------------- |
| م                         | عداء                      | مرتبة                     |
| 211                       | Jakob Geßner ‏             | 56                        |
| 212                       | Ben Jochum ‏               | لم يكمل السباق            |
| 213                       | Joshua Huppertz ‏          | 33                        |
| 214                       | Leslie Lührs ‏             | لم يكمل السباق            |
| 215                       | Mathieu Kockelmann ‏       | لم يكمل السباق            |
| 216                       | Daniel Schrag ‏            | لم يكمل السباق            |
| 217                       | Pierre-Pascal Keup ‏       | 24                        |

| فريق ألمانيا لركوب الدراجات للرجال‏ GER | فريق ألمانيا لركوب الدراجات للرجال‏ GER | فريق ألمانيا لركوب الدراجات للرجال‏ GER |
| -------------------------------------- | -------------------------------------- | -------------------------------------- |
| م                                      | عداء                                   | مرتبة                                  |
| 221                                    | ماكس والشيد                            | 21                                     |
| 222                                    | ريك تسابل                              | 30                                     |
| 223                                    | ميغيل هايدمان ‏                         | لم يكمل السباق                         |
| 224                                    | Vinzent Dorn ‏                          | لم يكمل السباق                         |
| 225                                    | Juri Hollmann ‏                         | لم يكمل السباق                         |
| 226                                    | Jon Knolle ‏                            | لم يكمل السباق                         |
| 227                                    | لوكاس ميلر ‏                            | لم يكمل السباق                         |

## التصنيف العام النهائي
| التصنيف العام         | التصنيف العام                    | التصنيف العام             | التصنيف العام | التصنيف العام |
| العداء                | العداء                           | الفريق                    | الوقت         |               |
| --------------------- | -------------------------------- | ------------------------- | ------------- | ------------- |
| 1                     | بير ستراند هاجينز                | Jumbo-Visma               | 4 س 21 د 32 ث |               |
| 2                     | Kaden Groves ‏                    | Alpecin-Deceuninck        | + 17 ث        |               |
| 3                     | مادس بيدرسن                      | Lidl-Trek                 | + 17 ث        |               |
| 4                     | Nils Eekhoff ‏                    | Team DSM-Firmenich        | + 17 ث        |               |
| 5                     | كريستوف لابورت                   | Jumbo-Visma               | + 17 ث        |               |
| 6                     | داني فان بوبيل                   | بورا هانسغروه             | + 17 ث        |               |
| 7                     | Søren Wærenskjold ‏               | أونو اكس برو سايكلنج تيم ‏ | + 17 ث        |               |
| 8                     | Edoardo Affini ‏                  | Jumbo-Visma               | + 18 ث        |               |
| 9                     | إدوارد بلانكايرتإدوارد بلانكايرت | Alpecin-Deceuninck        | + 27 ث        |               |
| 10                    | يوناس كوخ                        | بورا هانسغروه             | + 38 ث        |               |
|                       |                                  |                           |               |               |
| مصدر: ProCyclingStats |                                  |                           |               |               |

## وصلات خارجية
- الموقع الرسمي
- لمحة عن سباق طواف مونستر 2023 على موقع  ProCyclingStats   (برو  سايكلنج  ستاتس) - إحصاءات  محترفي  الدراجات.
- طواف مونستر 2023 على موقع إحصائيات الدراجات الإحترافية (الإنجليزية)